# 옐로 페이지

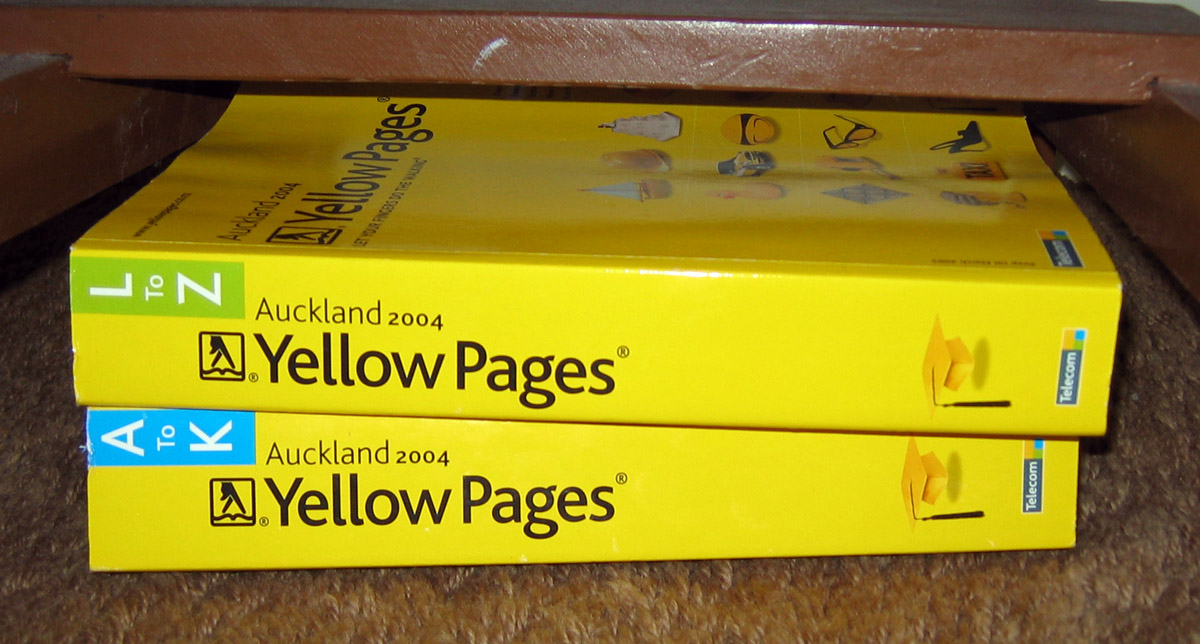
오클랜드 2004년 옐로 페이지

옐로 페이지(yellow page 옐로 페이지[*])는 사업체 이름에 따른 알파벳 순이 아닌, 분류에 따라 구성된 비즈니스 전화번호부를 의미하며, 광고가 판매된다. 디렉터리는 원래 노란 종이 위에 인쇄되었는데, 이는 비상용 목록을 위한 화이트 페이어와는 반대된다. 전통적인 용어인 "옐로 페이지"는 비즈니스의 온라인 디렉터리에 적용되지는 않는다.
캐나다, 영국, 오스트레일리아 등의 수많은 국가에서 벨 시스템 시대의 AT&T가 1970년 처음 도입안 "워킹 핑거"(Walking Fingers) 로고를 포함하여, "옐로 페이지"는 상표로 등록되어 있으나 소유자는 나라별로 다양하며 주 국립 전화 기업(또는 자회사 또는 분리 회사)가 보유하고 있는 것이 보통이다. 그러나 미국에서는 이름이나 로고 모두 AT&T의 상표로 등록되어 있지 않으므로 여러 출판자들이 자유롭게 이용된다.

## 역사
"옐로 페이지"라는 이름과 개념은 1883년에 등장했으며, 당시 일반적인 전화번호부를 작업하고 있던 와이오밍주 샤이엔의 한 인쇄업자는 흰 종이를 노란 종이로 대신했다. 1886년, R. H. 도넬리는 최초의 공식 옐로 페이지 디렉터리를 만들었다.

## 같이 보기
- 전화번호부